# Никольский монастырь (Гомель)
Свя́то-Нико́льский монасты́рь — мужской монастырь Гомельской епархии Белорусской православной церкви, расположенный в Гомеле. Главный храм монастыря — Свято-Никольский храм, основанный в 1904 году по благословению Иоанна Кронштадтского на средства железнодорожников. Монастырь основан в 1994 году. Реконструирован в 2004 году. Кроме главного храма в монастыре имеется надвратная церковь св. Дионисия Радонежского. Подворье монастыря с храмом в честь Смоленской иконы Божией Матери расположено в д. Терюха.
Святыни монастыря: мироточивая икона святителя Николая, икона праведного Иоанна Кормянского с частицей мощей.
Адрес: 246014, г. Гомель, ул. Никольская, 4.